# 시나가와 야지로
시나가와 야지로(일본어: 品川 弥二郎, 1843년 11월 20일 ~ 1900년 2월 26일)는 일본의 무사(조슈번사), 정치인이다. 훈일등자작. 이름은 쇼고(省吾), 야키치(弥吉). 호은 센슈(扇洲). 별칭으로 하시모토 하치로(橋本八郎) 등이 있다.

## 같이 보기
- 제2회 일본 중의원 의원 총선거